# You'll Never Walk Alone
You'll Never Walk Alone (titolo spesso abbreviato in YNWA) è una canzone di scena, scritta dalla coppia statunitense Rodgers/Hammerstein per il musical del 1945 Carousel.
Originariamente concepita per marcare due momenti salienti dell'azione (quando la protagonista rimane vedova a causa del suicidio del marito e, nel finale, in segno di incoraggiamento verso la loro figlia quando questa sta affrontando l'ultimo anno di scuola: in italiano You'll never walk alone significa "Non camminerai mai da solo/a"), in seguito è divenuta uno standard per numerosi cantanti, tra cui Nina Simone, Frank Sinatra, Roy Hamilton, Billy Eckstine, Doris Day, Patti LaBelle, Elvis Presley e, in Europa, il gruppo di Liverpool Gerry and the Pacemakers, grazie al quale si deve la sua massiccia diffusione anche in ambito popolare, fino a divenire di fatto l'inno ufficiale della squadra di calcio inglese del Liverpool.

## Contesto
Il musical Carousel, adattamento di un lavoro teatrale dell'ungherese Ferenc Molnár del 1910, andò in scena nel 1945 con musiche di Richard Rodgers e testi di Oscar Hammerstein II.
You'll Never Walk Alone ricorre in due momenti importanti della rappresentazione, tra i primi musical a sfondo drammatico: il primo quando un'amica della protagonista canta tale brano per consolarla della vedovanza, il secondo quando, nella scena in cui la classe della giovane figlia della protagonista, in prossimità degli esami finali, canta tale canzone mentre il padre, temporaneamente tornato sulla terra, assiste alla scena.
Proprio in ragione del fatto che tale brano è collegato agli esami finali, esso divenne ben presto uno standard in occasione delle feste di diploma negli Stati Uniti.

## Impatto sulla cultura di massa
La scena musicale di Liverpool, nei primi anni sessanta, era popolata da numerosi gruppi beat, dei quali i Beatles erano il fenomeno più vistoso.
Altri gruppi famosi erano ad esempio Rory Storm and the Hurricanes (la band che vide esordire Ringo Starr), i Searchers e, appunto, Gerry and the Pacemakers, che erano usi proporre al pubblico sia canzoni scritte in proprio che cover di canzoni standard di vari generi.
You'll Never Walk Alone fu incisa da Gerry and the Pacemakers nel 1963. In quel periodo le tifoserie del Regno Unito avevano l'abitudine di intonare in coro, dagli spalti, i pezzi più in voga del momento e You'll Never Walk Alone era uno di essi.
Un operatore della BBC riprese nel 1964 i tifosi del Liverpool che dagli spalti del Kop, la celebre tribuna dello stadio di Anfield, cantavano in coro il brano.
Un anno più tardi, nel corso della finale di Coppa d'Inghilterra contro il Leeds a Wembley, i tifosi del Liverpool giunti fino a Londra intonarono il brano, come a sottolineare ai loro giocatori che «non avrebbero mai camminato da soli» e il celebre commentatore televisivo Kenneth Wolstenholme (che nel 1966 fu il telecronista per la BBC della finale di Coppa del Mondo Inghilterra - Germania Ovest) elogiò l'uso di tale canzone come «biglietto da visita del Liverpool» (signature tune).

### Inno sportivo

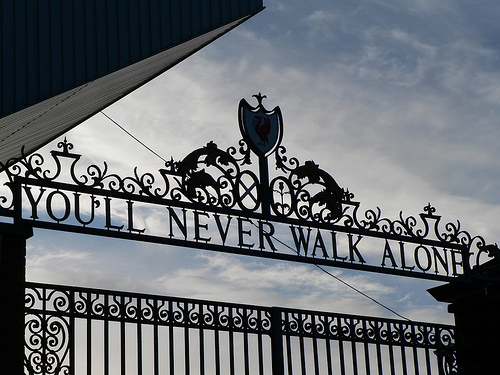
La Shankly Gate allo stadio di Anfield (Liverpool)

A parte l'essere di fatto divenuta l'inno ufficiale del Liverpool, tanto da vedere il suo titolo inscritto sulla testata dello Shankly Gate, uno degli accessi dello stadio di Anfield, nonché nello stemma ufficiale del club, You'll Never Walk Alone è stata adottata da altre tifoserie del Regno Unito, in particolare quella della squadra scozzese del Celtic, compagine di Glasgow: al riguardo, una disputa sorta tra le due tifoserie circa la “primogenitura” dell'uso di tale brano come coro da stadio sembra avere la risoluzione più accreditata nella considerazione che, essendo il brano giunto per la prima volta in Europa nel 1963 come cover a opera dei citati Gerry & the Pacemaker (come già detto, di Liverpool), e cantato dagli spalti di Anfield già dal 1964, è assai improbabile che, prima di tale data, i tifosi scozzesi del Celtic, usi anch'essi intonare brani in voga, facessero ricorso a un brano proveniente da un musical americano non ancora famosissimo nel Regno Unito.
È dunque ritenuto verosimile che siano stati i tifosi del Liverpool i primi del Regno Unito, e altrettanto verosimilmente i primi in assoluto, a usare You'll Never Walk Alone come coro da stadio.
Ad avvalorare tale supposizione, la testimonianza dell'ex calciatore del Liverpool Tommy Smith che, nel suo libro Anfield Iron (2008), narra che nell'estate del 1963 Gerry Marsden, il leader dei Pacemakers, introdusse al pubblico il tecnico della squadra Bill Shankly al suono del brano, all'epoca in fase di pre-pubblicazione: «Shanks [Bill Shankly] era sorpreso di quel che aveva udito… I giornalisti sportivi locali erano al nostro seguito e, affamati di notizie fuori dall'ambito tecnico, riportarono l'accaduto alle loro redazioni, con l'effetto che tutti credettero che tale nuovo brano fosse l'inno ufficiale del Liverpool.
Lo stesso Gerry Marsden, peraltro, già nel 2006 aveva raccontato ai microfoni di BBC Radio che il disc jockey di Anfield aveva l'abitudine di presentare le canzoni della hit parade settimanale nel classico ordine a partire dal 10º posto, e con la canzone al 1º posto diffusa poco prima del calcio d'inizio; i tifosi, dal canto loro, avevano l'abitudine di cantare sulle note di tali canzoni.
Quando You'll Never Walk Alone uscì dai primi dieci, i tifosi continuarono a cantarla ugualmente.
La canzone fu in seguito adottata, oltre che dai tifosi del Celtic, anche da quelli dell'Hibernian (Edimburgo) e, fuori dal Regno Unito, dagli olandesi del Feyenoord (Rotterdam) e del Twente (Enschede) ed in Germania prima dai tifosi del FC St. Pauli, che hanno creato una nuova versione, diventata l'inno ufficiale, e poi dai tifosi del Borussia Dortmund,  oltre che usato dai tifosi del 1. Fußball- und Sportverein Mainz 05.
In Italia il coro è diventato un inno non ufficiale dei tifosi del Genoa, che adottarono You'll Never Walk Alone la sera del 18 marzo 1992, quando la squadra rossoblù uscì vittoriosa dalla sfida con il  Liverpool (risultato 1-2) in semifinale di Coppa Uefa. La curva Kop applaudì sportivamente la prima squadra italiana che era riuscita nell'impresa di vincere ad Anfield e i genovesi, accorsi a migliaia per la storica trasferta, ringraziarono intonando l'inno dei Reds. Da allora la canzone è replicata, prima di ogni partita del Genoa, dagli altoparlanti del  Luigi Ferraris di Marassi, ovviamente accompagnata dal possente coro della gradinata Nord e di tutto lo stadio.
Più recentemente, il presidente del Comitato Olimpico Spagnolo, Alejandro Blanco, sostenne nel 2007 che l'aver sentito i tifosi inglesi cantare ad Anfield gli diede l'ispirazione a cercare un testo per l'inno nazionale del suo Paese (completamente strumentale) in occasione della presentazione della candidatura di Madrid a ospitare i giochi olimpici.

## Altre interpretazioni
Il musical ebbe anche una versione cinematografica omonima nel 1956, per la regia di Henry King, interpretata da Gordon MacRae e Shirley Jones.
A parte i cantanti-attori che interpretarono You'll Never Walk Alone per esigenze di copione, esistono numerosissime altre versioni di tale brano: tra le più note quelle di Frank Sinatra, Barbra Streisand, Judy Garland, Johnny Cash, Elvis Presley, Nina Simone e, nel Regno Unito, di Tom Jones e soprattutto Gerry & the Pacemakers, il primo gruppo a incidere il brano in Europa.
Una registrazione di You'll Never Walk Alone cantata dal Kop compare nel finale del brano Fearless, terza traccia dell'album Meddle (1971) dei Pink Floyd.
Un'edizione del brano fu incisa a scopo benefico nel 1985 da un gruppo di cantanti, tra cui lo stesso Gerry Marsden e Paul McCartney, in sostegno dei familiari delle vittime dell'incendio di Valley Parade, impianto del Bradford City, in cui morirono 56 persone.
Nel 1964 Richard Anthony incise la versione italiana intitolata Un momento ancora (Columbia, SCMQ 1752) pubblicata anche in Germania, Paesi Bassi, Svezia, Brasile ed Uruguay, inserita nell'album Richard Anthony del 1984 (EMI Italiana, 54 1728651).
Nel 2020 il militare britannico Tom Moore e il cantante Michael Ball hanno inciso una versione del brano a fine benefico, per aiutare il sistema sanitario del Regno Unito durante la pandemia di COVID-19 del 2020. Tale versione è riuscita a debuttare in vetta alla Official Singles Chart, rendendo il capitano Moore, all'età di 100 anni, la persona più anziana a raggiungere questo traguardo.